# Hasselsweiler
Hasselsweiler is een plaats in de Duitse gemeente Titz, deelstaat Noordrijn-Westfalen, en telt 695 inwoners (2006).